# Liste der Pfarren im Dekanat Gloggnitz
Das Dekanat Gloggnitz ist ein Dekanat im Vikariat Unter dem Wienerwald der römisch-katholischen Erzdiözese Wien.

## Pfarren mit Kirchengebäuden und Kapellen
| Pfarre                                   | Teilgemeinden                                                                           | Pfarrverband/Seelsorgeraum | Ink.                  | Seit     | Patrozinium             | Kirchengebäude und Kapellen | Bild                                    |
| ---------------------------------------- | --------------------------------------------------------------------------------------- | -------------------------- | --------------------- | -------- | ----------------------- | --- | --------------------------------------- |
| Dunkelstein-Blindendorf (Pfarrexpositur) |                                                                                         | Schwarzatal                |                       | 1947     | St. Peter und Paul      | Expositurkirche Dunkelstein-Blindendorf | Expositurkirche Dunkelstein-Blindendorf |
| Edlach an der Rax                        |                                                                                         | Raxgebiet                  |                       | 1947     | Hl. Geist               | Pfarrkirche Edlach an der Rax Filialkirche Hirschwang | Pfarrkirche Edlach                      |
| Gloggnitz                                | Gloggnitz, Klamm am Semmering, Kranichberg, Prigglitz, Raach am Hochgebirge, Schottwien |                            |                       | 1094     | Christkönig             | Katholische Pfarrkirche Gloggnitz Filialkirche Klamm am Semmering, Filialkirche Kranichberg, Filialkirche Prigglitz, Filialkirche Raach am Hochgebirge, Filialkirche Schottwien, Filialkirche Breitenstein, Filialkirche St. Christoph, Ehemalige Pfarr- und Klosterkirche im Schloss Gloggnitz, Filialkirche Stuppach, Filialkirche Schlöglmühl, Kapelle in der Burg Kranichberg, Kapelle in der Burg Wartenstein, St.Othmar-Kapelle in Gloggnitz, Kapelle in Eichberg, Kapelle im Landespensionisten und -pflegeheim Gloggnitz, Kapelle in Wörth | Katholische Pfarrkirche Gloggnitz       |
| Payerbach                                |                                                                                         | Raxgebiet                  |                       | 1094     | St. Jakob der Ältere    | Pfarrkirche Payerbach Kapelle in Küb, Kapelle am Kreuzberg, Kapelle in Werning | Pfarrkirche Payerbach                   |
| Prein an der Rax                         |                                                                                         | Raxgebiet                  |                       | um 1400  | Pauli Bekehrung         | Pfarrkirche Prein an der Rax Raxkircherl (Diözese Graz-Seckau) | Pfarrkirche Prein                       |
| Reichenau an der Rax                     |                                                                                         | Raxgebiet                  |                       | 1908     | St. Barbara             | Pfarrkirche Reichenau an der Rax | Pfarrkirche Reichenau                   |
| Semmering                                |                                                                                         |                            |                       | 1934     | Hl. Familie             | Pfarrkirche Semmering Wallfahrtskirche Maria Schutz (Schottwien), Josefskapelle Sonnwendstein, Pius-Saal | Pfarrkirche Semmering                   |
| St. Valentin-Landschach                  |                                                                                         | Schwarzatal                | Heiligenkreuz (OCist) | vor 1544 | St. Valentin            | Pfarrkirche St. Valentin-Landschach Kapelle in Landschach, Kapelle in Göttschach, Filialkirche Köttlach, Filialkirche Penk, Filialkirche Putzmannsdorf, Kapelle in Hilzmannsdorf, Kapelle in Ober-Danegg, St.Vitus-Kapelle in Penk, Kapelle in Altendorf, Kapelle in Grafenbach | Pfarrkirche St. Valentin-Landschach     |
| Wimpassing im Schwarzatale               |                                                                                         | Schwarzatal                |                       | 1960     | Unbeflecktes Herz Mariä | Pfarrkirche Wimpassing im Schwarzatale Kapelle Altgemeinde Wimpassing | Pfarrkirche Wimpassing                  |

Zur ehemaligen Pfarre Klamm am Semmering (um 1100–2023) siehe Filialkirche Klamm am Semmering.

Zur ehemaligen Pfarre Kranichberg (1784–2023) siehe Filialkirche Kranichberg.

Zur ehemaligen Pfarre Prigglitz (vor 1264–2023) siehe Filialkirche Prigglitz.

Zur ehemaligen Pfarre Raach am Hochgebirge (nach 1570–2023) siehe Filialkirche Raach am Hochgebirge.

Zur ehemaligen Pfarre Schottwien (1784–2023) siehe Filialkirche Schottwien.

## Dekanat Gloggnitz
Das Dekanat umfasst neun Pfarren und eine Expositur im südlichen Niederösterreich mit rund 8500 Katholiken.
Diözesaner Entwicklungsprozess
Am 29. November 2015 wurden für alle Pfarren der Erzdiözese Wien Entwicklungsräume definiert. Die Pfarren sollen in den Entwicklungsräumen stärker zusammenarbeiten, Pfarrverbände oder Seelsorgeräume bilden. Am Ende des Prozesses sollen aus den Entwicklungsräumen neue Pfarren entstehen. Im Dekanat Gloggnitz wurden folgende Entwicklungsräume festgelegt:
- Gloggnitz, Klamm am Semmering, Kranichberg, Prigglitz, Raach am Hochgebirge, Schottwien und Semmering
  - Subeinheit 1: Gloggnitz, Kranichberg, Prigglitz und Raach am Hochgebirge
  - Subeinheit 2: Klamm am Semmering, Schottwien und Semmering
- Edlach an der Rax, Payerbach, Prein an der Rax und Reichenau an der Rax
- St. Valentin-Landschach, Wimpassing im Schwarzatale und Dunkelstein-Blindendorf

Die Pfarre Pottschach wurde am 1. September 2016 Teil des Dekanats Neunkirchen.
Dechanten
- bis 2018: Heimo Sitter, Pfarrer von Payerbach und Provisor von Reichenau an der Rax
- ab 2018: Josef Riegler, Pfarrmoderator in Wimpassing im Schwarzatale und Expositus in Dunkelstein-Blindendorf